# Селуин (езеро)
Езерото Селуин (на английски: Selwin Lake) е 10-о по големина езеро в Северозападни територии. Южната му част попада в провинция Саскачеван. Площта му, заедно с островите в него е 717 км2, която му отрежда 59-о място сред езерата на Канада. Площта само на водното огледало без островите е 593 км2. Надморската височина на водата е 398 м.
Езерото се намира в югоизточната част на Северозападните териториии в най-северната част на провинция Саскачеван, на около 110 км североизточно от езерото Атабаска. Дължината му от север на юг е 44 км, а максималната му ширина – 19 км.
Селуин има силно разчленена брегова линия, с множество заливи, полуострови, канали и острови с площ от 124 км2, като по-големите са: Долтън, Хемсуърт, Шер и др. От югозападната част на езерото в южна посока се простира дълъг (42 км) и тесен ръкав, с който общата дължина на езерото става 86 км. От него в южна посока изтича река Чипман, вливаща се от север в езерото Блак Лейк.
През краткия летен сезон езерото се посещава от стотици от любители на лова и риболова.
Езерото е открито вероятно от Самюъл Хиърн, служител на компанията „Хъдсън Бей“ през 1771 г. по време на похода му на север към река Копърмайн.
Вторичното, вече официално откриване и първоначално изследване и картографиране на езерото е извършено през 1893 г. от канадския геолог и картограф Джоузеф Тирел.